# RoadRunner Turbo Indy 300 de 2009
O RoadRunner Turbo Indy 300 de 2009 foi a terceira corrida da temporada de 2009 da IndyCar Series. A corrida foi disputada no dia 26 de abril no Kansas Speedway, na cidade de Kansas City, Kansas. O vencedor foi o neozelandês Scott Dixon, da equipe Chip Ganassi Racing.

## Pilotos e Equipes
| Nº | Piloto              | Equipe                     | Chassis | Motor | Pneu |
| -- | ------------------- | -------------------------- | ------- | ----- | ---- |
| 2  | Raphael Matos (R)   | Luczo-Dragon Racing        | Dallara | Honda | F    |
| 3  | Hélio Castroneves   | Team Penske                | Dallara | Honda | F    |
| 4  | Dan Wheldon         | Panther Racing             | Dallara | Honda | F    |
| 5  | Mario Moraes        | KV Racing Technology       | Dallara | Honda | F    |
| 6  | Ryan Briscoe        | Team Penske                | Dallara | Honda | F    |
| 7  | Danica Patrick      | Andretti-Green Racing      | Dallara | Honda | F    |
| 9  | Scott Dixon         | Chip Ganassi Racing        | Dallara | Honda | F    |
| 10 | Dario Franchitti    | Chip Ganassi Racing        | Dallara | Honda | F    |
| 11 | Tony Kanaan         | Andretti-Green Racing      | Dallara | Honda | F    |
| 13 | E. J. Viso          | HVM Racing                 | Dallara | Honda | F    |
| 14 | Vitor Meira         | A. J. Foyt Enterprises     | Dallara | Honda | F    |
| 18 | Justin Wilson       | Dale Coyne Racing          | Dallara | Honda | F    |
| 20 | Ed Carpenter        | Vision Racing              | Dallara | Honda | F    |
| 21 | Ryan Hunter-Reay    | Vision Racing              | Dallara | Honda | F    |
| 23 | Milka Duno          | Dreyer & Reinbold Racing   | Dallara | Honda | F    |
| 24 | Mike Conway (R)     | Dreyer & Reinbold Racing   | Dallara | Honda | F    |
| 26 | Marco Andretti      | Andretti-Green Racing      | Dallara | Honda | F    |
| 27 | Hideki Mutoh        | Andretti-Green Racing      | Dallara | Honda | F    |
| 34 | Alex Tagliani       | Conquest Racing            | Dallara | Honda | F    |
| 67 | Sarah Fisher        | Sarah Fisher Racing        | Dallara | Honda | F    |
| 98 | Stanton Barrett (R) | Team 3G                    | Dallara | Honda | F    |
| 02 | Graham Rahal        | Newman/Haas/Lanigan Racing | Dallara | Honda | F    |
| 06 | Robert Doornbos (R) | Newman/Haas/Lanigan Racing | Dallara | Honda | F    |

- (R) - Rookie

## Resultados

### Treino classificatório
| Treino classificatório - 26 de abril | Treino classificatório - 26 de abril | Treino classificatório - 26 de abril | Treino classificatório - 26 de abril | Treino classificatório - 26 de abril | Treino classificatório - 26 de abril | Treino classificatório - 26 de abril | Treino classificatório - 26 de abril | Treino classificatório - 26 de abril |
| Pos                                  | Nº                                   | Piloto                               | Equipe                               | Volta 1                              | Volta 2                              | Volta 3                              | Volta 4                              | Tempo total                          |
| ------------------------------------ | ------------------------------------ | ------------------------------------ | ------------------------------------ | ------------------------------------ | ------------------------------------ | ------------------------------------ | ------------------------------------ | ------------------------------------ |
| 1                                    | 02                                   | Graham Rahal                         | Newman/Haas/Lanigan Racing           | 25.9125                              | 25.8819                              | 25.9024                              | 25.8851                              | 1:43.5819                            |
| 2                                    | 06                                   | Robert Doornbos (R)                  | Newman/Haas/Lanigan Racing           | 26.0126                              | 25.9584                              | 25.9568                              | 25.9716                              | 1:43.8994                            |
| 3                                    | 7                                    | Danica Patrick                       | Andretti-Green Racing                | 26.0968                              | 25.9882                              | 25.9533                              | 25.9573                              | 1:43.9956                            |
| 4                                    | 9                                    | Scott Dixon                          | Chip Ganassi Racing                  | 26.0398                              | 26.0132                              | 25.9922                              | 26.0012                              | 1:44.0464                            |
| 5                                    | 26                                   | Marco Andretti                       | Andretti-Green Racing                | 26.0185                              | 26.0530                              | 26.0035                              | 26.0445                              | 1:44.1195                            |
| 6                                    | 5                                    | Mario Moraes                         | KV Racing Technology                 | 26.0265                              | 26.0376                              | 26.0368                              | 26.0299                              | 1:44.1308                            |
| 7                                    | 6                                    | Ryan Briscoe                         | Team Penske                          | 26.0480                              | 26.0187                              | 26.0547                              | 26.0586                              | 1:44.1800                            |
| 8                                    | 11                                   | Tony Kanaan                          | Andretti-Green Racing                | 26.0427                              | 26.0328                              | 26.0485                              | 26.0638                              | 1:44.1878                            |
| 9                                    | 4                                    | Dan Wheldon                          | Panther Racing                       | 26.2840                              | 26.2232                              | 26.1259                              | 26.0219                              | 1:44.6550                            |
| 10                                   | 20                                   | Ed Carpenter                         | Vision Racing                        | 26.2923                              | 26.2008                              | 26.1642                              | 26.0918                              | 1:44.7491                            |
| 11                                   | 67                                   | Sarah Fisher                         | Sarah Fisher Racing                  | 26.2584                              | 26.2586                              | 26.2345                              | 26.2053                              | 1:44.9568                            |
| 12                                   | 23                                   | Milka Duno                           | Dreyer & Reinbold Racing             | 26.2462                              | 26.2700                              | 26.2035                              | 26.2401                              | 1:44.9598                            |
| 13                                   | 27                                   | Hideki Mutoh                         | Andretti-Green Racing                | 26.3240                              | 26.1788                              | 26.2331                              | 26.2393                              | 1:44.9752                            |
| 14                                   | 14                                   | Vitor Meira                          | A. J. Foyt Enterprises               | 26.2556                              | 26.2557                              | 26.2357                              | 26.2509                              | 1:44.9979                            |
| 15                                   | 2                                    | Raphael Matos (R)                    | Luczo-Dragon Racing                  | 26.2241                              | 26.2679                              | 26.2537                              | 26.2922                              | 1:45.0379                            |
| 16                                   | 24                                   | Mike Conway (R)                      | Dreyer & Reinbold Racing             | 26.3279                              | 26.2828                              | 26.2732                              | 26.2735                              | 1:45.1574                            |
| 17                                   | 18                                   | Justin Wilson                        | Dale Coyne Racing                    | 26.2621                              | 26.2820                              | 26.2816                              | 26.4198                              | 1:45.2455                            |
| 18                                   | 13                                   | E. J. Viso                           | HVM Racing                           | 26.5062                              | 26.4485                              | 26.4123                              | 26.4851                              | 1:45.8521                            |
| 19                                   | 98                                   | Stanton Barrett (R)                  | Team 3G                              | 26.6430                              | 26.5855                              | 26.5627                              | 26.5543                              | 1:46.3455                            |
| 20                                   | 21                                   | Ryan Hunter-Reay                     | Vision Racing                        | 26.8404                              | 26.5454                              | 26.5032                              | 26.5326                              | 1:46.4216                            |
| 21                                   | 10                                   | Dario Franchitti                     | Chip Ganassi Racing                  | 25.9581                              | 25.9439                              | 25.9269                              | 25.9217                              | 1:43.7506[N1]                        |
| 22                                   | 3                                    | Hélio Castroneves                    | Team Penske                          | 25.9287                              | 25.9299                              | 25.9646                              | 25.9817                              | 1:43.8049[N1]                        |
| Relatório                            |                                      |                                      |                                      |                                      |                                      |                                      |                                      |                                      |

- (R) - Rookie

- N1 ↑ a b Dario Franchitti e Hélio Castroneves tiveram seus tempos cancelados por terem encostado os pneus na faixa branca na parte interna da pista.[3]

### Corrida
| Corrida - 27 de abril | Corrida - 27 de abril | Corrida - 27 de abril | Corrida - 27 de abril      | Corrida - 27 de abril | Corrida - 27 de abril | Corrida - 27 de abril | Corrida - 27 de abril | Corrida - 27 de abril |
| Pos                   | Nº                    | Piloto                | Equipe                     | Voltas                | Tempo                 | Largada               | Voltas na Liderança   | Pontos                |
| --------------------- | --------------------- | --------------------- | -------------------------- | --------------------- | --------------------- | --------------------- | --------------------- | --------------------- |
| 1                     | 9                     | Scott Dixon           | Chip Ganassi Racing        | 200                   | 1:43:21.0035          | 4                     | 134                   | 52                    |
| 2                     | 3                     | Hélio Castroneves     | Team Penske                | 200                   | +0.7104               | 22                    | 3                     | 40                    |
| 3                     | 11                    | Tony Kanaan           | Andretti-Green Racing      | 200                   | +1.5022               | 8                     | 0                     | 35                    |
| 4                     | 6                     | Ryan Briscoe          | Team Penske                | 200                   | +1.8872               | 7                     | 53                    | 32                    |
| 5                     | 7                     | Danica Patrick        | Andretti-Green Racing      | 200                   | +2.6502               | 3                     | 0                     | 30                    |
| 6                     | 26                    | Marco Andretti        | Andretti-Green Racing      | 200                   | +3.8013               | 5                     | 0                     | 28                    |
| 7                     | 02                    | Graham Rahal          | Newman/Haas/Lanigan Racing | 200                   | +7.8233               | 1                     | 8                     | 27                    |
| 8                     | 27                    | Hideki Mutoh          | Andretti-Green Racing      | 200                   | +8.5430               | 13                    | 0                     | 24                    |
| 9                     | 20                    | Ed Carpenter          | Vision Racing              | 200                   | +8.9871               | 10                    | 0                     | 22                    |
| 10                    | 4                     | Dan Wheldon           | Panther Racing             | 200                   | +9.7681               | 9                     | 0                     | 20                    |
| 11                    | 5                     | Mario Moraes          | KV Racing Technology       | 200                   | +20.9048              | 6                     | 0                     | 19                    |
| 12                    | 06                    | Robert Doornbos (R)   | Newman/Haas/Lanigan Racing | 199                   | +1 volta              | 2                     | 2                     | 18                    |
| 13                    | 67                    | Sarah Fisher          | Sarah Fisher Racing        | 199                   | +1 volta              | 11                    | 0                     | 17                    |
| 14                    | 18                    | Justin Wilson         | Dale Coyne Racing          | 199                   | +1 volta              | 17                    | 0                     | 16                    |
| 15                    | 21                    | Ryan Hunter-Reay      | Vision Racing              | 196                   | +4 voltas             | 20                    | 0                     | 15                    |
| 16                    | 23                    | Milka Duno            | Dreyer & Reinbold Racing   | 195                   | +5 voltas             | 12                    | 0                     | 14                    |
| 17                    | 98                    | Stanton Barrett (R)   | Team 3G Racing             | 181                   | +19 voltas            | 19                    | 0                     | 13                    |
| 18                    | 10                    | Dario Franchitti      | Chip Ganassi Racing        | 151                   | Contato               | 21                    | 0                     | 12                    |
| 19                    | 24                    | Mike Conway (R)       | Dreyer & Reinbold Racing   | 109                   | Mecânico              | 16                    | 0                     | 12                    |
| 20                    | 2                     | Raphael Matos (R)     | Luczo Dragon Racing        | 95                    | Contato               | 15                    | 0                     | 12                    |
| 21                    | 13                    | E. J. Viso            | HVM Racing                 | 37                    | Mecânico              | 18                    | 0                     | 12                    |
| 22                    | 14                    | Vitor Meira           | A. J. Foyt Enterprises     | 14                    | Contato               | 14                    | 0                     | 12                    |
| Relatório             |                       |                       |                            |                       |                       |                       |                       |                       |

- (R) - Rookie